# Domus de janas Sos Furrighesos
La domus de janas di  Sos Furrighesos  si trova nella città metropolitana di Sassari, in territorio di Anela, a dieci chilometri N-E circa dall'abitato di Nughedu San Nicolò, ed è situata nel costone sud di Pianu Oschiri, un altopiano vulcanico ai confini tra il Goceano e il Logudoro. Si tratta di una necropoli scavata nella roccia del costone dell'altopiano vulcanico di Pianu Oschiri, che si affaccia sul rio Tuvu 'e carru.
Assieme ad altre aree archeologiche prenuragiche, nel 2025 il sito è stato inserito nell'elenco dei patrimoni dell'umanità dell'UNESCO.

## Descrizione
La necropoli è costituita da 18 domus de janas, scavate su tre livelli orizzontali sovrapposti, per un'altezza massima di m 3 sul piano di campagna.
In base ai materiali rinvenuti nel corso degli scavi le sepolture sono state datate ad un periodo compreso tra il Neolitico finale (cultura di San Michele, 3200-2800 a.C.) e il Bronzo antico (cultura di Bonnanaro, 1800-1600 a.C.).
Le tombe erano raggiungibili grazie a delle tacche incise sulle rocce, un accurato sistema di canalette convogliava le acque piovane e d'infiltrazione verso il basso e ai lati dei portelli delle tombe, preservando decorazioni, salme e corredi funebri dall'umidità e dal degrado. Gli ingressi erano chiusi con portelli di legno o pietra.

## Elementi decorativi-cultuali

### Tomba IX - Sa tumba de su re

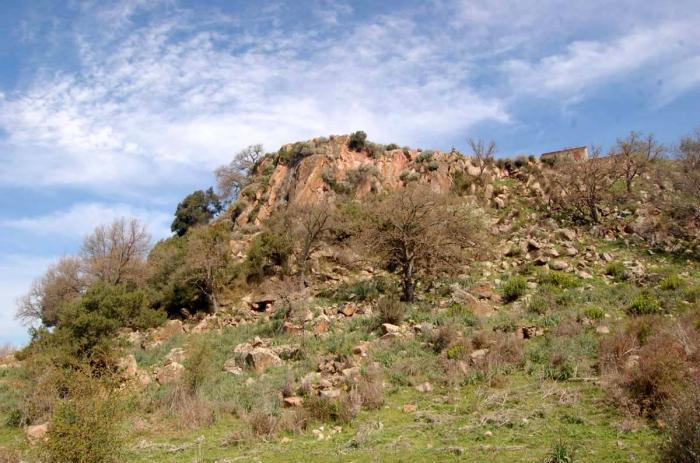
Domus de janas Sos Furrighesos

La tomba IX, chiamata anche sa tumba de su re (la tomba del re), è costituita da un'unica cella.
Il portello d'ingresso è evidenziato da una stele (m 4,05 di h, m 4,02 di largh.) scolpita in rilievo e divisa, da un listello orizzontale sagomato a forma di trapezio, in due riquadri: quello superiore a lunetta l'inferiore a trapezio. Uguale rilievo ha la fascia che contorna la stele lateralmente e superiormente. La stele fu scolpita in tempi successivi allo scavo dell'ipogeo, (1600-1800 a. C.) durante il nuragico arcaico.
Al di sopra di questo partito architettonico, su un tratto spianato ci sono tre incavi che contengono tre pilastrini betilici tenuti fermi da scaglie di roccia e ciottoli oblunghi disposti a coltello.
La cella è a pianta rettangolare (m. 4,05 x 2,20 x 1,65), il soffitto e le pareti sono ornati di incisioni. Queste ultime sono state eseguite con diverse tecniche: a martellina, lineari, a polissoir e a puntinato, di epoca romana o epoca altomedievale. Le incisioni a martellina risalgono a diverse epoche dalla cultura di Abealzu-Filigosa all'età del bronzo.